# N440 (België)
De N440 is een gewestweg in België tussen de N35 bij Deinze en de N459 bij Olsene.
De weg heeft een lengte van ongeveer 6 kilometer. De gehele weg bestaat uit twee rijstroken voor beide rijrichtingen samen.

## Plaatsen langs de N440
- Grammene
- Gottem